# 2e régiment d'infanterie territoriale
Pour les articles homonymes, voir 2e régiment.
Le 2e régiment d'infanterie territorial est un régiment d'infanterie de l'armée de terre française qui a participé à la Première Guerre mondiale.

## Drapeau
Il ne porte aucune inscription.

## Historique des garnisons, combats et batailles du2eRIT
Le 2e régiment d'infanterie territoriale reçoit son numéro par décret du 19 mars 1875, en prévision de la mobilisation

### Première Guerre mondiale
Affectations : Place forte de Maubeuge

#### 1914
- 28 août au 8 septembre 1914 : Siège de Maubeuge.
- Ce régiment fut fait prisonnier entièrement parmi les 45 000 combattants de la poche de Maubeuge, les soldats furent internés dans les camps allemands de Chemnitz, Soltaut, Hamborn, Minden, etc. jusqu'en décembre 1918-janvier 1919.